# Lai Man-wai

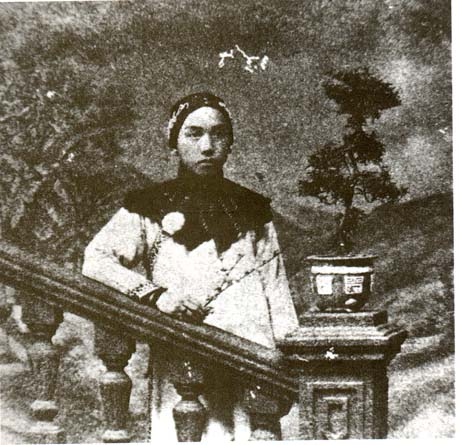
Lai dans le film Zhuangzi teste sa femme de 1913.

Lai Man-wai (黎民偉, 1903 – 1942) est un cinéaste hongkongais considéré comme le « père du cinéma hongkongais ». Il réalise en 1913 le premier film de la colonie britannique Zhuangzi teste sa femme dans lequel il joue le rôle de la femme, en partie en raison de la réticence des femmes de participer au cinéma à l'époque.

## Biographie

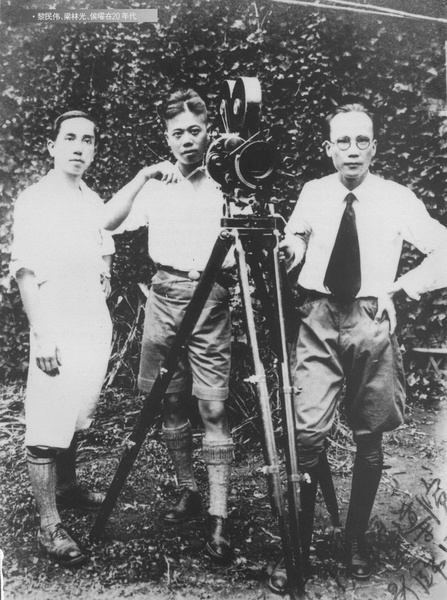
Lai Man-Wai (à gauche), avec le photographe Liang Linguang (au milieu) et le réalisateur Hou Yao (à droite), dans les années 1920.

Né au Japon, Lai est originaire de Xinhui au Guangdong et a grandi à Hong Kong. Il rejoint le Kuomintang de Sun Yat-sen en 1911 et participe à la réalisation de films anti-seigneurs de la guerre. Il est réalisateur à Shanghai durant l'âge d'or du cinéma chinois de 1921 à 1928. En 1923, il fonde la société cinématographique Minxin (en) avec son frère, Lai Pak-hoi (en), à Hong Kong avant d'être déplacé à Shanghai. En 1930, il co-fonde l'un des « Trois grands » studios des années 1930, la société cinématographique Lianhua, avec Law Ming-yau. Le studio, comme d'autres de Shanghai, est détruit pendant la bataille de Shanghai de 1937. Lai retourne à Hong Kong en 1938 et se retire du cinéma.
Il épouse Florence Lim, actrice hongkongaise née à Vancouver. Sa fille, Lai Suen (zh) et sa petite-fille Gigi Lai sont toutes les deux actrices.

## Postérité
Sa vie est l'objet du documentaire Lai Man-wai : Père du cinéma de Hong Kong de Choi Kai-kwong en 2001.
Lai Man-wai est interprété par l'acteur Waise Lee dans le biopic Center Stage de 1992 sur l'actrice Ruan Lingyu réalisé par Stanley Kwan.

## Filmographie partielle
- Zhuangzi teste sa femme (1913)
- La Rose de Pushui (1927) de Hou Yao
- Un Page d'historie (1941). Documentaire. Lai Man-Wai suit Sun Yat-sen durant les années 1920 [1],[2]